# Geirleifur Eiriksson
Geirleifur Eiriksson (n. 880) fue un vikingo y bóndi de Barðastrandarsýsla en Islandia. Era hijo de Eiríkur hvíti Högnason (apodado el Blanco, n. 860). Es un personaje de la saga Eyrbyggja, saga Þorskfirðinga, y saga de Njál. Se casó con Jóra Helgadóttir (n. 884) y de esa relación nacieron cuatro hijos: tres varones, Oddleifur Geirleifsson, Helgi (n. 910) y Þorfinnur (n. 930); y una hembra, Gróa (n. 905), que casaría con Óttar Björnsson.